# Gallinago macrodactyla
Gallinago macrodactyla là một loài chim trong họ Scolopacidae.